# Polícia Nacional do Peru
A Polícia Nacional do Peru (Policía Nacional del Perú) é  uma força de caráter nacional, criada em 6 de dezembro de 1988,  que realiza o ciclo completo da atividade policial, nas modalidades de polícia judiciária, polícia ostensiva e polícia administrativa.
Herdou de seus predecessores a Guarda Republicana do Peru, a Guarda Civil do Peru e a Polícia Investigativa do Peru, cuja disciplina é regida por regulamentos próprios e pelo Código Penal Policial Militar.
A Polícia Nacional do Peru é uma instituição do Estado com qualidade de órgão executor, que depende do Ministério do Interior; com competência administrativa e autonomia operacional para o exercício da função policial em todo o território nacional, no âmbito do disposto no artigo 166 da Constituição Política do Peru.

## História
A instituição policial no Peru começou a adquirir identidade e funções próprias no período republicano. Os primeiros corpos de polícia apareceram como parte das Forças Armadas entre 1825 a 1839.
No ano de 1821, José de San Martín, o Libertador, atendendo às necessidades da época cria a Guarda Cívica, com a finalidade de manter a ordem pública.
Ao editar a primeira Constituição do país, San Martín dispondo sobre as Forças Armadas e a Polícia prescreve que as forças armadas de terra são constituídas pelo Exército, a Milícia Cívica e a Guarda de Polícia.

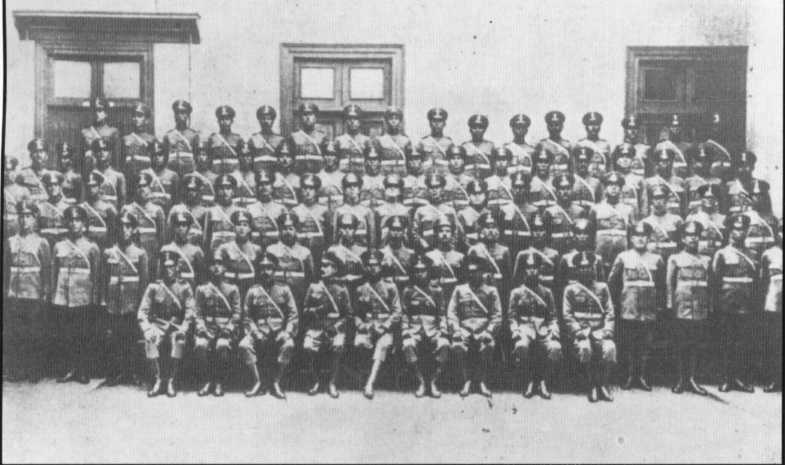
Escola da Guarda Civil e Polícia - 1923

Simón Bolivar Palacios, durante o seu mandato, cria a Guarda Nacional, em 7 de janeiro de 1825, com disciplina militar e pessoal licenciado do Exército.
Em 1827 surge a primeira regulamentação para a polícia dispondo sobre a ação policial em todo o território do país.
No governo do General Rufino Benavente foi criada a Gendarmeria em 14 de abril de 1852, unificando todas as forças policiais numa só corporação.
Nova organização de 1872, formou a Força Regular de Polícia, dividida em Guarda Civil e Gendarmeria. Uma missão da Guarda Civil Espanhola foi contratada para promover o aperfeiçoamento das antigas forças de polícia, ocasião em que foi inaugurada a Escola Nacional de Polícia, em 3 de julho de 1922.
Reconhecendo a importância da investigação policial, o governo, em 15 de setembro de 1948, transforma o Corpo de Investigação e Vigilância em Diretoria de Investigação, Vigilância e Identificação,  outorgando autonomia e independência funcional a essa unidade policial.
A partir dessa época, portanto, passam a existir três corpos policiais com missão e funções específicas:
- Guarda Civil do Peru
- Polícia de Investigações do Peru
- Guarda Republicana do Peru

Durante o governo constitucional de Alan Garcia, em 28 de julho de 1985, a constituição reconheceu a missão da polícia de manter a ordem interna.
Um trabalho de integração policial realizado nesse governo propiciou a edição da Lei nº 24.949, de 6 de dezembro de 1988, criando a Polícia Nacional do Peru e dando início a uma nova etapa da história policial peruana, sob o lema “Deus, Pátria e Lei”.
A Constituição peruana de 1993, no seu artigo 166, assim estabelece: "La Policía Nacional tiene por finalidad fundamental garantizar, mantener y restablecer el orden interno. Presta protección y ayuda a las personas y a la comunidad. Garantiza el cumplimiento de las leyes y la seguridad del patrimonio público y del privado. Previene, investiga y combate la delincuencia. Vigila y controla las fronteras."

## Organização
A Polícia Nacional do Peru dispõe de uma estrutura organizacional completa para o desempenho da sua missão, assim composta:

### Órgãos do Comando

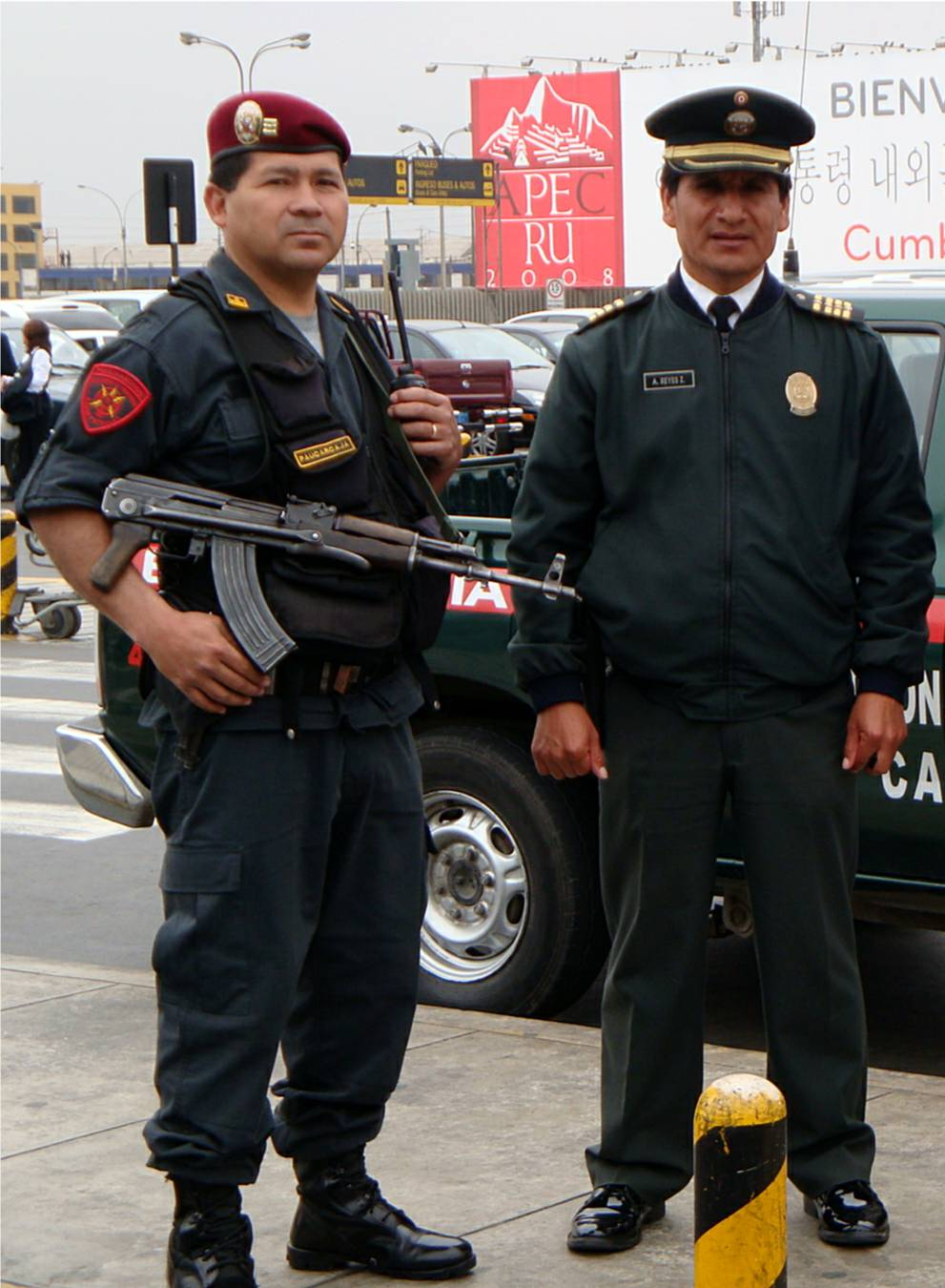
Políciais da Polícia Nacional

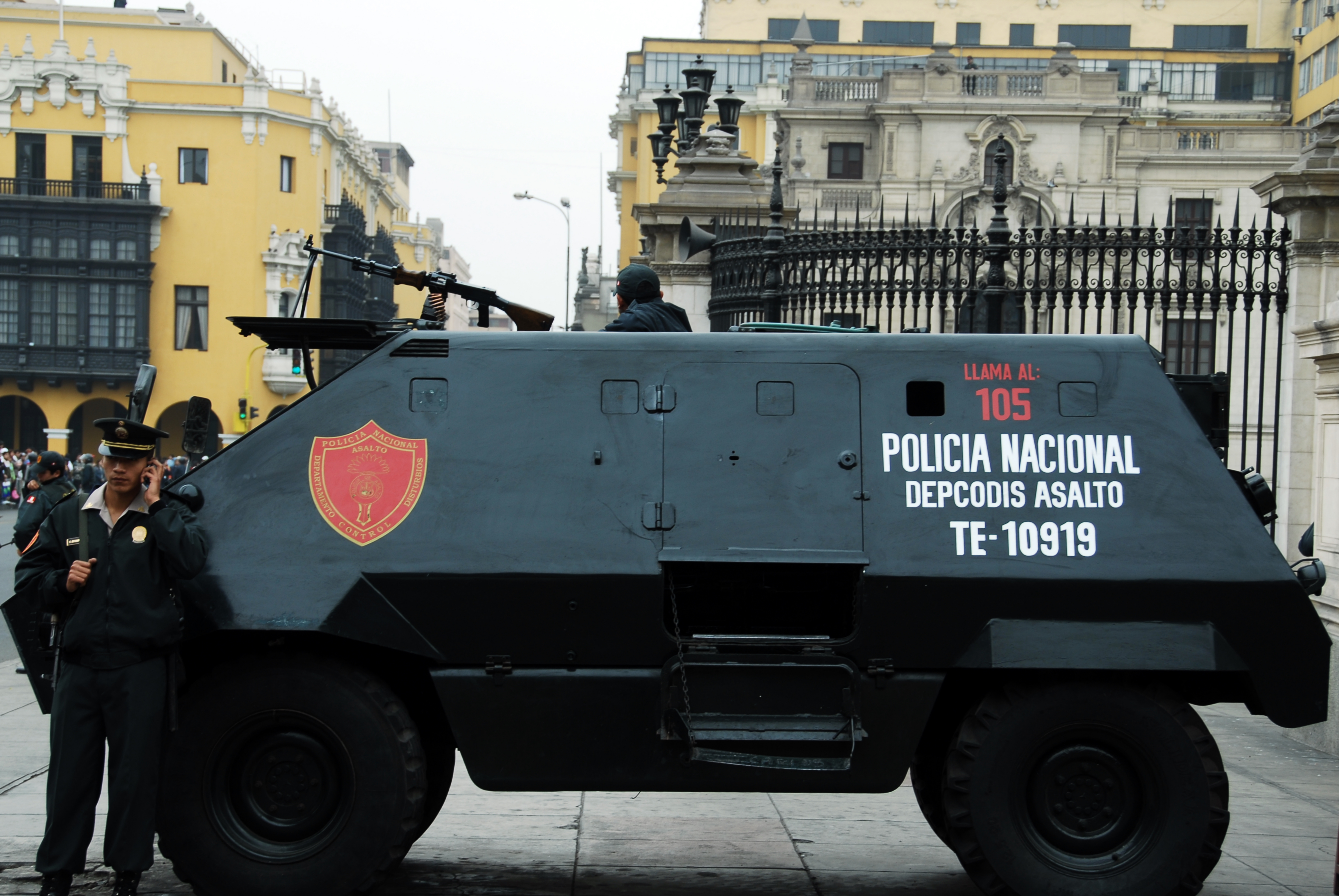
Blindado da Polícia Nacional

1. Direção Geral
2. Estado Maior Pessoal
3. Central de Operações Policiais
4. Estado Maior Geral

### Órgãos de apoio administrativo
1. Diretoria  de Planejamento Estratégico  e Orçamento
2. Diretoria de Investigação e Desenvolvimento: cooperação técnica e inovação tecnológica
3. Diretoria de Assessoramento Administrativo: recursos humanos, administração, saúde
4. Diretoria de Assessoramento Operacional: segurança cidadã e ordem pública, polícia especializada,  assuntos especiais
5. Diretoria de Direitos Humanos
6. Inspetoria Geral: correcional e assuntos internos
7. Tribunal Administrativo Disciplinar
8. Órgão de Controle Institucional
9. Diretoria Executiva de Desenvolvimento Humano
10. Diretoria de Educação e Doutrina: Academia, Escolas Superiores, Cursos
11. Diretoria de Recursos Humanos: gestão de pessoal
12. Diretoria do Bem Estar: assistência social ao policial
13. Diretoria de Economia e Finanças
14. Diretoria de Logística: abastecimento, transporte, material, armamento, veterinária
15. Secretaria Geral
16. Diretoria de Participação Comunitária  e Segurança Cidadã
17. Diretoria de Inteligência: informação e contra-informação
18. Diretoria de Aviação Policial
19. Diretoria de Informação: comunicação social
20. Escritório da Interpol
21. Diretoria de Telemática: telecomunicações e informática
22. Diretoria de Criminalística: perícia criminalística e médico-legal
23. Diretoria de Saúde: hospitais e policlínicas

### Órgãos de natureza policial
1. Diretoria Executiva de Operações Policias
2. Diretoria Contra o Terrorismo
3. Diretoria Antidrogas
4. Diretoria de Segurança do Estado: segurança do estado, poderes e dignitários
5. Diretoria de Operações Especiais: grupos especiais, esquadrão antibomba, contra-terrorismo
6. Diretoria de Segurança dos Serviços Essenciais: recursos hídricos, telecomunicações, energia
7. Diretoria de Detecção de Minas
8. Diretoria de Investigação Criminal e apoio ao judiciário: homicídios, sequestros, roubos, defraudações, pessoas desaparecidas, capturas, crimes de alta tecnologia, crimes financeiros.
9. Departamentos de Investigações Criminais Distritais em número de 32
10. Diretoria Contra a Corrupção
11. Diretoria de Polícia Fiscal: crimes aduaneiros, contra os direitos intelectuais, contra a administração pública e patrimônio cultural, contra a ordem econômica, contra a concorrência desleal.
12. Diretoria de Turismo e Ecologia
13. Diretoria de Segurança Aeroportuária
14. Diretoria de Defesa Nacional e Controle das Fronteiras
15. Diretoria de Segurança das Estradas de Rodagem
16. Diretorias Territoriais de Polícia em número de XIV: Comissariados e demais Divisões especializadas

## Herói nacional
O Capitão PNP Alipio Ponce Vasquez, nascido em 1906, no distrito de San Lorenzo, iniciou-se na polícia como guarda, ascendendo a sargento, quando ingressou na escola de oficiais para formar-se alferes em 1937.
Participando das hostilidades contra o Equador, em 1941, após uma atuação corajosa, acabou sendo ferido mortalmente na Quebrada de Porotillo, em 11 de setembro daquele ano.
Em reconhecimento à sua heroica ação, o Congresso da República o declarou herói nacional pela Lei nº 24.658 de 24 de abril de 1987.